# Nya europeiska ordningen
Nya europeiska ordningen (franska: Nouvelle ordre européen) var ett högerextremt och nynazistiskt nätverk grundat 1951 av René Binet och Guy Amandruz i Zürich. Binet hade tidigare varit medlem i Malmörörelsen under en kortare tid, men lämnade organisationen då den enligt honom inte var tillräckligt radikal i sin raspolitik och antisemitism. Organisationen fortsatte att existera fram till åtminstone 1990-talet, och hade under merparten av denna tid sitt säte i Lausanne.